# Ирако-турецкая граница
Ирако-турецкая граница (араб. الحدود العراقية التركية‎; курд. Sînorê Iraq û Tirkiyê / سنووری عێراق و تورکیا; тур. Irak-Türkiye sınırı) — государственная граница между Ираком и Турцией общей длиной 378 км от тройного пограничного стыка с границей Ирана на востоке и до стыка на границе с Сирией на западе.

## Описание
Граница Ирака и Турции начинается на западе в тройном стыке с границей Сирии в точке слияния рек Тигр и Малый Хабур. Затем она проходит вдоль последней реки на восток, а затем по реке Хезиль-Суйю на северо-восток. Затем граница поворачивает на восток по суше, образуя серию неровных линий, пересекающих горные хребты и небольшие ручьи, и в конечном итоге поворачивает на юг, соединяясь с рекой Хаджи Бак (Гаджибей Суйю). Затем она следует вдоль этой реки на северо-восток до стыка на границе с Ираном. Пограничный район чрезвычайно горист и с обеих сторон населен почти исключительно курдами, разделяя Курдистан на Северный (Турецкий) и Южный (Иракский).

## История
В начале ХХ-го века Османская империя контролировала территорию нынешних Турции и Ирака. Во время Первой мировой войны арабское восстание, поддержанное Великобританией, привело к изгнанию османов с большей части Ближнего Востока. В результате секретного англо-французского соглашения Сайкса–Пико 1916 года Великобритания получила контроль над османскими вилайетами Мосул, Багдад и Басра, которые в 1920 году были преобразованы в подмандатный Ирак.

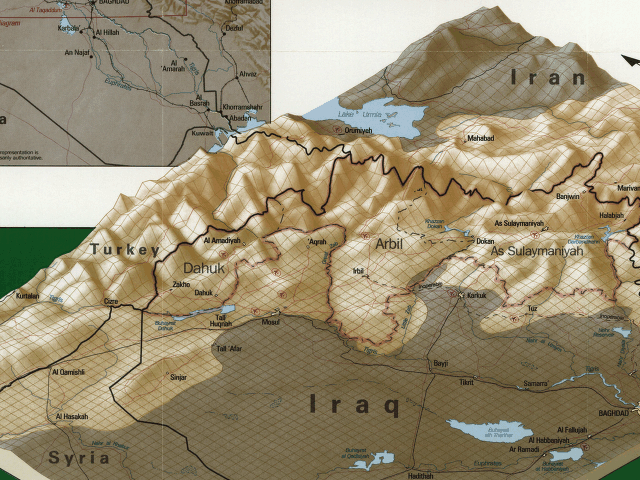
Топографическая карта местности границы

По Севрскому мирному договору 1920 года Анатолийская Турция должна была быть разделена, а территория к северу от вилайета Мосул должна была быть включена в состав автономного или независимого курдского государства. Турецкие националисты в лице Великого национального собрания во главе с Мустафой Кемалем Ататюрком в Анкаре были возмущены этим договором, что привело к развязыванию войны за независимость Турции; успех Турции в этом конфликте сделал Севрский договор неактуальным. В соответствии с Лозаннским мирным договором 1923 года была признана независимость Турции и согласовано гораздо более щедрое территориальное урегулирование, хотя и ценой официального отказа Турции от любых притязаний на арабские земли Ирака и Сирии. В качестве временной меры бывшая северная граница вилайета Мосул должна была служить границей между Турцией и Ираком, контролируемыми Великобританией, с более точной делимитацией, которая должна была быть согласована позже.
Британские и турецкие официальные лица встретились в 1924 году, но не смогли определить взаимоприемлемую границу, и этот вопрос был передан на рассмотрение Лиги Наций. В октябре 1925 года Лига предложила провести границу («Брюссельскую линию»), которая по существу совпадала бы с северными границами старого Мосульского вилайета и после дальнейших обсуждений в июле 1925 года Лига официально рекомендовала использовать брюссельскую линию, что было одобрено Постоянной палатой международного правосудия в Гааге в ноябре 1925 года. 5 июня 1926 года Великобритания и Турция подписали Анкарский мирный договор, по которому оба государства признали Брюссельскую линию (с некоторыми незначительными изменениями) в качестве государственной границы. Затем в 1927 году граница была демаркирована на местности.
В целом тёплые отношения между Ираком и Турцией обострились после войны в Персидском заливе (1990—1991); это привело к созданию автономной курдской территории на севере Ирака — Иракского Курдистана, которая стала убежищем для курдских партизан, действующих на юго-востоке Турции. С тех пор Турция в ходе турецко-курдского конфликта предпринимает многочисленные военные вторжения через границу в попытке противостоять вооружённым отрядам Рабочей партии Курдистана.

## Контрольно-пропускные пункты
Вдоль всей границы расположены три пункта пропуска: два для автомобильного движения и один для автомобильного и железнодорожного. Самый загруженный из трёх пунктов пропуска, Хабур, является одним из самых загруженных пограничных пунктов в мире.
| КПП на турецкой стороне             | Ил      | КПП на иракской стороне | Провинция | Дата открытия   | Состояние |
| ----------------------------------- | ------- | ----------------------- | --------- | --------------- | --------- |
| Хабур (Habur)                       | Ширнак  | Захо                    | Дахук     | 18 июля 1969    | Открыт    |
| Гюльязы (Gülyazı)                   | Ширнак  |                         |           | 24 января 2012  | Закрыт    |
| Шемдинли-Дингрик (Şemdinli-Derecik) | Хаккяри |                         |           | 14 февраля 2011 | Закрыт    |
| Чукурджа-Узюмлу (Çukurca-Üzümlü)    | Хаккяри | Сар-Зери                | Эрбиль    | 7 мая 2017      | Открыт    |